# داريل ليستير
داريل ليستير (بالإنجليزية: Darrell Lester)‏ هو لاعب كرة قدم أمريكية أمريكي، ولد في 29 أبريل 1914 في جاكسبورو في الولايات المتحدة، وتوفي في 30 يوليو 1993 في تمبل في الولايات المتحدة.

## وصلات خارجية
- داريل ليستير على موقع مرجع كرة القدم المحترفة.كوم (الإنجليزية)